# Инза (река)
И́нза — река в России, в Ульяновской и Пензенской областях, правый приток реки Сура (бассейн Волги). Длина — 123 км, площадь водосборного бассейна — 3230 км².

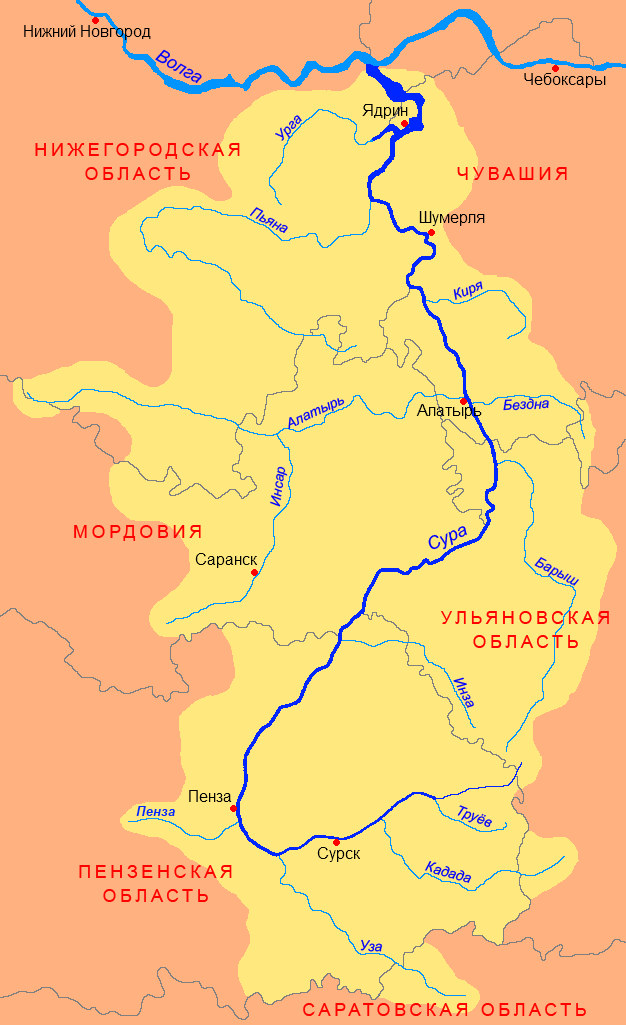
Бассейн Суры

Река берёт своё начало в Ульяновской области и протекает по Базарносызганскому и Инзенскому районам, а также по Никольскому району Пензенской области, правый приток Суры, впадает близ посёлка Сура.
Исток реки Инза находится в селе Вороновка Базарносызганского района, истекает из обычного родника и течёт на дне оврага, наполняясь грунтовыми и дождевыми водами.

## Притоки
(указано расстояние от устья)
- 28 км: Маис
- 34 км: Ночка
- 35 км: река без названия, у с. Заречная
- 43 км: Шишлейка, у с. Сергеевки
- 53 км: Сюксюм
- 61 км: Кандрыш
- 68 км: Старый Калдаис
- 89,6 км: Сызганка
- 90 км: Кеньша
- 101 км: Эмбелейка
- 102 км: Ломовка, у с. Чаадаевки